# Етрополе – Байлово
„Етрополе – Байлово“ е защитена зона от Натура 2000 в България. Създадена е с цел опазване на природните местообитания и на дивата флора и фауна по Директивата за местообитанията. Обявена е на 16 октомври 2007 г. с обща площ 6821,91 хектара. Попада изцяло на територията на Регионална инспекция по околната среда и водите – София.

## Географско положение
Територията ѝ обхваща шест общини: Ботевград (гр. Ботевград, с. Врачеш), Горна Малина (с. Байлово, с. Белопопци, с. Горно Камарци, с. Долно Камарци, с. Макоцево, с. Осоица, с. Саранци, с. Стъргел и с. Чеканчево), Елин Пелин (с. Голема Раковица и с. Огняново), Етрополе (гр. Етрополе и с. Бойковец), Ихтиман (с. Бърдо) и Мирково (с. Буново, с. Каменица, с. Мирково и с. Смолско).
Цели на опазване:
- Запазване на площта на природните местообитания и местообитанията на видове и техните популации, предмет на опазване в рамките на защитената зона;
- Запазване на естественото състояние на природните местообитания и местообитанията на видове, предмет на опазване в рамките на защитената зона, включително и на естествения за тези местообитания видов състав, характерни видове и условия на средата;
- Възстановяване при необходимост на площта и естественото състояние на приоритетни природни местообитания и местообитания на видове, както и на популации на видовете, предмет на опазване в рамките на защитената зона.[1]

## Фауна
В защитената зона се опазват алувиални гори с Alnus glutinosa и Fraxinus excelsior (Alno-Pandion, Alnion incanae, Salicion albae), равнинни или планински реки с растителност от Ranunculion fluitantis и Callitricho-Batrachion, алпийски и бореални ерикоидни съобщества, отворени калцифилни или базифилни тревни съобщества от Alysso-Sedion albi, богати на видове картълови съобщества върху силикатен терен в планините, низинни сенокосни ливади, планински сенокосни ливади, силикатни сипеи от планинския до снежния пояс, хазмофитна растителност по силикатни скални склонове, силикатни скали с пионерна растителност от съюзите Sedo-Scleranthion или Sedo albi-Veronicion dillenii, букови гори от типа Luzulo-Fagetum, букови гори от типа Asperulo-Fagetum, термофилни букови гори (Cephalanthero-Fagion), дъбово-габърови гори от типа Galio-Carpinetum, смесени гори от съюза Tilio-Acerion върху сипеи и стръмни склонове, оро-мизийски ацидофилни тревни съобщества, мизийски гори от обикновена ела, панонски гори с Quercus petraea и Carpinus betulus, панонски гори с Quercus pubescens, балкано-панонски церово-горунови гори, мизийски букови гори, мизийски гори от сребролистна липа.

### Безгръбначни
От безгръбначните се срещат ручеен рак, обикновен сечко, бръмбар рогач, буков сечко и алпийска розалина.

### Риби
От рибите са разпространени маришка мряна, обикновен щипок, европейска горчивка, балкански щипок и черна (балканска) мряна.

### Земноводни и влечуги
Представители на земноводните и влечугите са жълтокоремна бумка, обикновена блатна костенурка и голям гребенест тритон.

### Бозайници
Разпространени са широкоух прилеп, вълк, видра, дългокрил прилеп, дългоух нощник, остроух нощник, дългопръст нощник, трицветен нощник, голям нощник, средиземноморски подковонос, южен подковонос, голям подковонос, малък подковонос, лалугер, кафява мечка и пъстър пор.